# Wiesnerella denudata
Wiesnerella denudata là một loài rêu trong họ Wiesnerellaceae. Loài này được (Mitt.) Stephani mô tả khoa học đầu tiên năm 1899.